# Leichtathletik-Weltmeisterschaften 2013/Teilnehmer (Lesotho)
| Gelbes Symbol für Goldmedaillen mit stilisierten Olympischen Ringen | Graues Symbol für Silbermedaillen mit stilisierten Olympischen Ringen | Braundes Symbol für Bronzemedaillen mit stilisierten Olympischen Ringen |
| ------------------------------------------------------------------- | --------------------------------------------------------------------- | ----------------------------------------------------------------------- |
| —                                                                   | —                                                                     | —                                                                       |

Der Leichtathletik-Verband Lesothos stellte drei Teilnehmer bei den Leichtathletik-Weltmeisterschaften 2013 in der russischen Hauptstadt Moskau.

## Ergebnisse

### Männer

#### Laufdisziplinen
| Athletin       | Disziplin | Vorlauf | Vorlauf | Halbfinale | Halbfinale | Finale             | Finale             |
| Athletin       | Disziplin | Zeit    | Platz   | Zeit       | Platz      | Zeit               | Platz              |
| -------------- | --------- | ------- | ------- | ---------- | ---------- | ------------------ | ------------------ |
| Mosito Lehata  | 200 m     | 20,46 s | 8       | 20,68 s    | 23         | nicht qualifiziert | nicht qualifiziert |
| Jobo Khatoane  | Marathon  |         |         |            |            | DNF                | DNF                |
| Tsepo Ramonene | Marathon  |         |         |            |            | DNF                | DNF                |